# Corgatha inflammata
Corgatha inflammata är en fjärilsart som beskrevs av George Francis Hampson 1914. Corgatha inflammata ingår i släktet Corgatha och familjen nattflyn. Inga underarter finns listade i Catalogue of Life.